# Escara (cerámica)

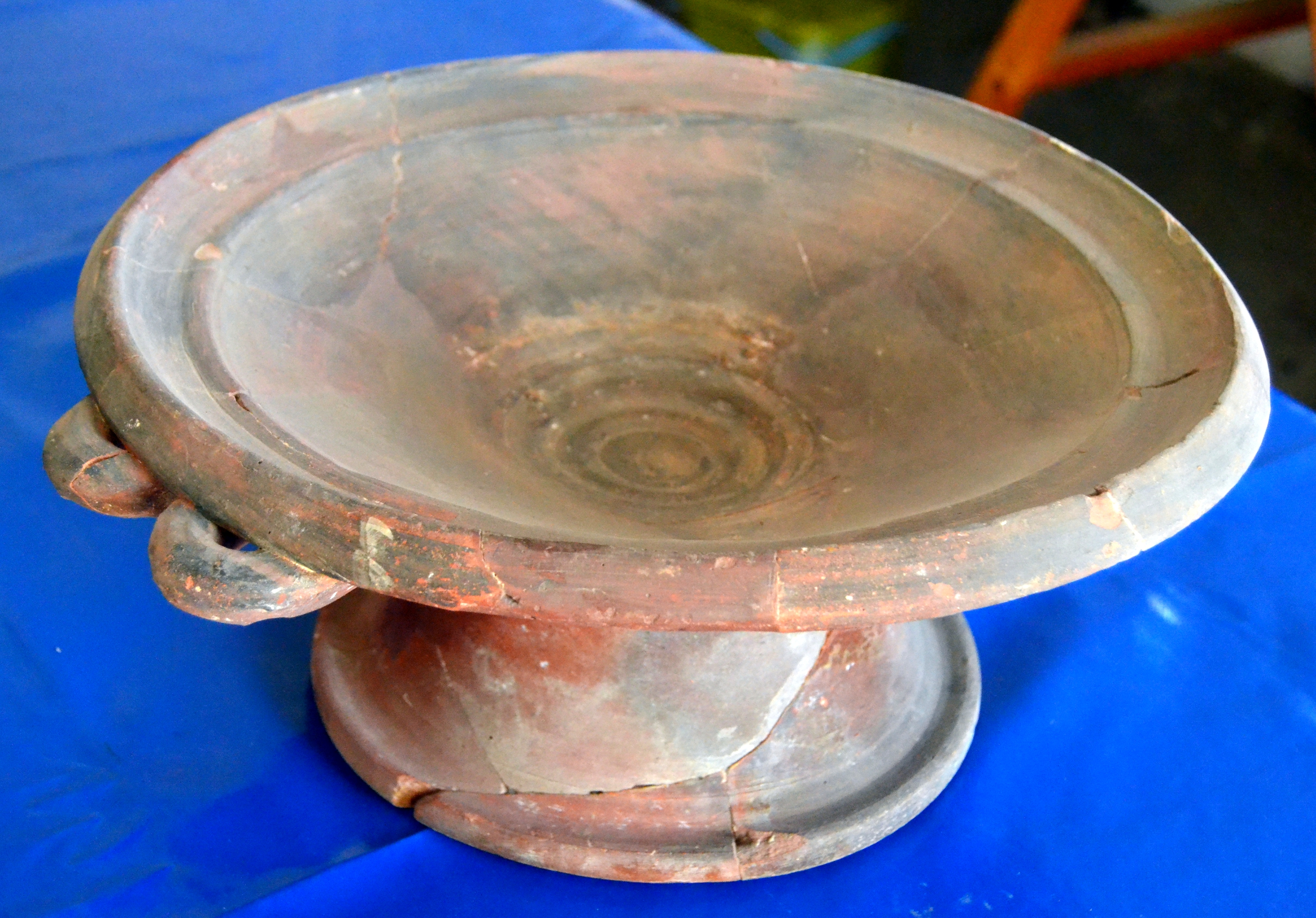
Escara hallada en el Cerámico ateniense, datada hacia 375-325 d. C.

Escara (en griego antiguo: Εσχάρα, romanizado: eskara: ‘hogar’, ‘brasero’, ‘sarna’) es un utensilio de cocina de la Antigua Grecia. Morfológicamente se trata de una pieza de cerámica compuesta por un plato con dos pequeñas asas y un diámetro de unos 20 centímetros, sobre una peana que acaba en una base circular más ancha. Usado como brasero para cocinar. Tiene una variante más desarrollada en la «escara rodia».